# David Wilkins (Segler)
David Robert Wilkins (* 30. April 1950 in Malahide) ist ein ehemaliger irischer Segler.

## Erfolge
David Wilkins nahm an fünf Olympischen Spielen teil. Zunächst startete er in der Bootsklasse Tempest, in der er mit wechselnden Partnern 1972 in München den achten und 1976 in Montreal den elften Platz belegte. Anschließend wechselte er in die Bootsklasse Flying Dutchman und wurde 1980 in Moskau mit James Wilkinson sogleich Zweiter. In sechs der sieben Wettfahrten wurden sie viermal Zweite, einmal Vierte und einmal Fünfte und schlossen mit 30 Gesamtpunkten die Regatta auf dem zweiten Rang ab. Hinter dem spanischen und vor dem ungarischen Boot erhielten sie die Silbermedaille. Bei den Olympischen Spielen 1988 in Seoul und 1992 in Barcelona kam er jeweils nicht über den zehnten bzw. den 14. Platz hinaus.